# Fabio Ronzelli
Fabio Ronzelli (1560 – Bergamo, 1630) è stato un pittore italiano.

## Biografia
Fabio Ronzelli era figlio del pittore Pietro e probabilmente fece il suo periodo di apprendimento nella bottega paterna, che si trovava nella vicinia di San Pancrazio nella parte alta della città di Bergamo. Poche sono le informazioni circa la sua vita. Nel 1629 un certo Alessandro Baresi affidò alla bottega del Ronzelli il figlio Andrea perché lo inviasse allo studio dell'arte della pittura.
Il Ronzelli dettò il suo testamento il 12 luglio 1630 forse già ammalato di peste, non vi sono altri documenti successivi che lo riportano, si considera che sia morto poco dopo la sua stesura.
(Archivio Ospedale Maggiore di Bergamo- notaio Terzi Gio. Batista)
Il Tassi indicando la mancanza di informazioni sull'artista lo indicò come: “ragguardevole pittore de' suoi tempi”, anche se secondo il Locatelli fu di valore artistico inferiore a quello del padre, e come il padre condizionato dall'importante forma pittorica manieristica che il Salmeggia e il Cavagna avevano per molti anni eseguito.

## Opere e stile
L'artista fu come il padre, e i molti artisti attivi nella bergamasca del Seicento, seguaci del Salmeggia e del Cavagna,dalla cui area pittorica fu molto difficile allontanarsi, riempiendo le chiese di tele che erano ligie alle raffigurazioni controriformiste manieristiche, senza uno studio intellettuale che potesse portare a una riforma artistica che si combinasse con un nuovo gusto e con nuova profonda sensibilità. Sicuramente anche Fabio si trovò coinvolto e vincolato dalle commissioni che promuovevano iconografia tradizionale. 
- Cristo in pietà sorretto dalla Vergine basilica di Santa Maria Maggiore di Bergamo ;[3] Il dipinto presenta la firma dell'arista sul sasso dove posta i piedi la Vergine «FABIUS RONZELLUS, E»;
- Alessandro a cavallo protettore di Bergamo Duomo di Bergamo;
- Traslazione del corpo di sant'Alessandro duomo di Bergamo
- Deposizione di sant'Alessandro chiesa di Sant'Alessandro della Croce[4]
- San Sebastiano tra i santi Cristoforo e Stefan sagrestia della Basilica di Sant'Alessandro in Colonna;
- Crocifisso tra i santi Agostino, Alessandro e Maddalena chiesa di Sant'Andrea di Bergamo;
- Maddalena tra i santi Sebastiano e Rocco chiesa della Natività Olmo al Brembo;
- Annunciazione chiesa dei Sette Martiri di Ranica
- Sant'Alessandro a cavallo con il vessillo della legione di Tebe chiesa di Santa Grata in Columnellis di Bergamo 1629 circa;[5]